# Эггах
Эггах (араб. عجة البيض‎, eggah, aggat el-bayḍ) — блюдо арабской кухни на основе яиц, похожее на фриттату. Оно также известно как арабский омлет. Эггах обычно приправляют специями, такими как корица, тмин, семена или листья кориандра, куркума, изюм, кедровые орехи, мускатный орех и свежие травы. Обычно он толстый, наполнен овощами, а иногда и мясом и готовится до полной твёрдости. Имеет круглую форму и подаётся нарезанным на прямоугольники или дольки, иногда горячим, а иногда холодным. Эггах можно подавать как закуску, основное блюдо или гарнир.
Варианты эггаха могут включать такие начинки, как кабачки, лук, помидоры, шпинат, хлеб, артишоки, курица и лук-порей.
В Индонезии есть похожее блюдо, называемое мартабак, которое включает в себя создание яичной оболочки (или иногда тонкого теста), чтобы приготовить его изнутри; его также подают с соусом для макания. Эггах также похож на фриттату, испанский омлет, персидский куку или омлет по-французски.